# Tetraonyx chevrolati
Tetraonyx chevrolati es una especie de coleóptero de la familia Meloidae.

## Distribución geográfica
Habita en Bolivia.